# Cratichneumon veraepacis
Cratichneumon veraepacis är en stekelart som först beskrevs av Cameron 1885.  Cratichneumon veraepacis ingår i släktet Cratichneumon och familjen brokparasitsteklar. Inga underarter finns listade i Catalogue of Life.